# Oconomowoc Lake, Wisconsin
Oconomowoc Lake là một làng thuộc quận Waukesha, tiểu bang Wisconsin, Hoa Kỳ. Năm 2006, dân số của làng này là 564 người.